# جامع ملا جامي
جامع ملا جامي ويقع في محلة بايز أغا في قضاء كويه في محافظة أربيل، ويعتبر من مساجد العراق الأثرية التاريخية القديمة، ولقد شيد في عام 1172هـ/1758م، وسمي بهذا الاسم نسبة إلى أحد أئمته المشهورين (ملا جامي)، الذي كان علماً في الفقه والأصول والعلوم الدينية، ولقد جدد الجامع الحاج (إسماعيل بابير) عام 1330هـ/1911م، وكان آخر تجديد لهُ في عام 1398هـ/ 1978م.
يتكون الجامع من الحرم وقاعة وغرفة للتدريس وبركة ماء، وقبالة الحرم تقع شرفة بعرض الحرم وبطول أربعة أمتار تقوم على أعمدة كونكريتية وقبالة الشرفة محلات للوضوء، وتقام فيهِ حالياً صلاة الجمعة والصلاة المكتوبة.
ومن الأئمة الأعلام الذين تعاقبوا على منصب الإمامة فيه ومن أحفاد (بابير فقي): الإمام فقي حسين ابن ملا مصطفى ومن بعده ابنه ملا جامي فخر علماء الدين في أربيل.